# Gare d'Umahori
La gare d'Umahori (馬堀駅, Umahori-eki) est une gare ferroviaire située à Kameoka, dans la préfecture de Kyoto au Japon, située sur la ligne Sagano. La gare est exploitée par la compagnie JR West. Elle porte le nom du secteur de l'ancien village d'Umahori, dans lequel il se situe.

## Situation ferroviaire
La gare d'Umahori est située au point kilométrique (PK) 18,1 de la ligne principale San'in (appelée à cet endroit ligne Sagano). Elle se trouve dans le bloc Rokunotsubo (六ノ坪) du quartier Umahori (馬堀) du secteur Shino (ja) (篠町) de la ville de Kameoka.

## Histoire
La gare d'Umahori est ouverte dans le village de Shino (ja) (篠村) du district de Minamikuwada le 20 juillet 1935 entre le poste d'aiguillage de Matsuoyama (松尾山信号場), maintenant la gare de Torokko Hozukyō, et la gare de Kameoka, par la société gouvernementale des chemins de fer japonais sur la ligne principale San'in. Il ne prend alors en charge que les passagers venant des gares entre celles de Kyoto et de Fukuchiyama, ainsi que ceux venant de la gare d'Osaka. Le 15 octobre 1949, la prise en charge des bagages commence à la gare d'Umahori et les restrictions sur les gares d'origine des passagers sont levées. Le bâtiment voyageurs est reconstruit en juillet 1963. Le service de prise en charge des bagages est supprimé le 1er décembre 1971. 
Le 19 avril 1973, vers 7h25, un accident a lieu à la gare d'Umahori après que le conducteur d'un train de neuf voitures à direction de Kyoto en provenance de Kameoka ait manqué un signal, entraînant le train dans une voie d'évitement, où il finit sa course en fonçant dans un heurtoir. Les deux premières voitures déraillent, forçant une interruption du service jusqu'à 9h30. En avril 1975, le bâtiment voyageurs est détruit dans un incendie provoqué par une cigarette non-éteinte d'un passager. Le 14 avril 1976, un nouveau bâtiment est reconstruit en béton armé. Le 1er avril 1987, dû à la privatisation des chemins de fer nationaux, la gare est désormais prise en charge par JR West, puis le 13 mars 1988, après le début de l'assignation de surnoms aux sections de ligne, elle est assignée à la nouvelle « ligne Sagano ». 
Le 5 mars 1989, la section de la ligne Sagano entre les gares de Saga et d'Umahori est rouverte à double voie et la gare d'Umahori est déplacée à son emplacement actuel, au nord de l'ancienne gare. L'ancien bâtiment est démoli pour faire place à des nouveaux quartiers résidentiels et l'ancienne voie est reconvertie en route. De même, le site de la nouvelle gare est remblayé pour être au niveau de la route et une place publique est construite autour du nouveau bâtiment voyageurs. Après l'ouverture de la Sagano Scenic Railway en 1991, qui réutilise une partie des voies de l'ancien tronçon de la ligne Sagano entre les gares d'Umahori et de Saga, la nouvelle gare de Torokko Kameoka est ouverte, en correspondance avec la gare d'Umahori, mais n'est pas construite sur le site de l'ancienne gare d'Umahori,. Le 1er novembre 1992, le service de guichet Midori no Madoguchi (ja) entre en fonction à la gare d'Umahori. Des portilons automatiques sont installés dans la gare le 22 septembre 1998. À partir du 1er novembre 2003, les cartes à puce du service ICOCA sont utilisables à la gare d'Umahori. Le 14 décembre 2008, la section de la ligne Sagano entre les gares de Kameoka et d'Umahori est rouverte à double voie et les installations de changement de voie sont démantelées. Le 17 mars 2018, un système de numérotage des stations de la ligne Sagano est introduit et le code « JR-E10 » y est assigné,. Le service de guichet Midori no Madoguchi est supprimé le 30 novembre 2024.

## Service des voyageurs

### Accueil

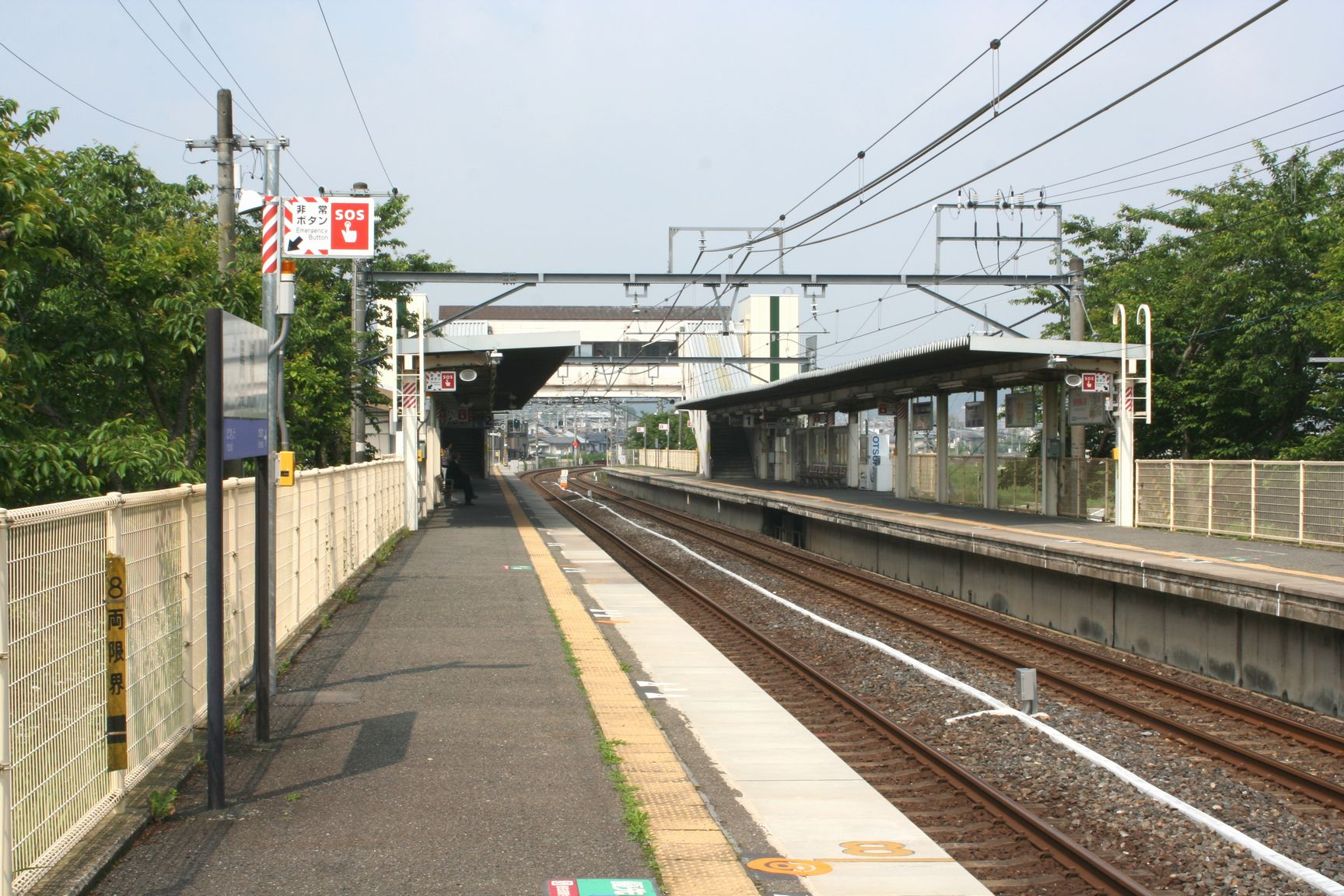
Les quais en 2011.

La gare dispose d'un bâtiment voyageurs construit au niveau du sol au sud des voies, derrière lequel se trouve les deux quais, une au nord et l'autre au sud des voies. On trouve des guichets automatiques acceptant la carte ICOCA ainsi qu'un portillon permettant d'accéder aux quais et des toilettes publiques. Les quais sont au niveau du sol. Un passage surrélevé permet d'accéder aux quais. Les guichets sont ouverts de 5h00 à 23h50. Les employés ne sont pas présents du premier train jusqu'à 6h30, de 12h20 à 13h20, de 18h30 à 19h40 et de 22h00 à 22h40. On trouve aussi des toilettes publiques.
Au sud du bâtiment voyageurs se trouve un rond-point permettant l'embarquement dans des voitures et un un quai d'embarquement pour les taxis. Un stationnement cyclable se trouve à l'ouest du bâtiment voyageurs, tandis que deux stationnements automobiles se trouvent au sud et à l'est du rond-point. Le quai d'embarquement pour les autobus se trouve dans le rond-point, du côté ouest.

### Desserte
La gare comprend deux quais de part et d'autre des voies, dont les deux voies sont disposées de la façon suivante :
- Ligne Sagano
  - Quai 1
    - voie 1 : direction Saga-Arashiyama, Nijō et Kyoto

  - Quai 2
    - voie 2 : direction Kameoka, Sonobe et Fukuchiyama

### Gares adjacentes
| «       |  | Service                      |  | »       |
| ------- |  | ---------------------------- |  | ------- |
| Hozukyō |  | Ligne Sagano (service local) |  | Kameoka |

### Intermodalité
Les autobus du service municipal de Kameoka, la Kameoka City Community Bus (ja), desservent la gare, à l'arrêt « Gare de JR Umahori » (JR馬堀駅). Les lignes sont celle vers l'hôpital municipal, celle vers la gare de Kameoka, celle vers Makita et celle vers le supermarché Al Plaza (ja). 
Les autobus de la société privée Keihan Kyōto Kōtsū (ja) desservent la gare, à l'arrêt « Gare de JR Umahori » (JR馬堀駅), nommément les lignes 34, 35 et 36.
La gare de Torokko Kameoka du chemin de fer touristique Sagano Scenic Railway se trouve à 500 mètres au nord-est.

## Dans les environs
La gare se trouve à proximité du temple bouddhiste Tokuju-in (徳寿院), du sanctuaire shinto Shinomura Hachiman-gū (ja) (篠村八幡宮), des deux sanctuaires shinto Kuwata-jinja (ja) (桑田神社), du sanctuaire shinto Ōji-jinja (王子神社) et de la vallée de la Hozu (ja), entre autres.
Parmi les services à proximité sont la succursale d'Umahori de la bibliothèque municipale de Kameoka, l'hôpital municipal de Kameoka (ja), le collège municipal Shōtoku (亀岡市立詳徳中学校), l'école primaire municipale Anshō (ja) (亀岡市立安詳小学校) et l'école primaire municipale Shōtoku (亀岡市立詳徳小学校), entre autres.